# Tetraommatus taiwanus
Tetraommatus taiwanus là một loài bọ cánh cứng trong họ Cerambycidae.